# Stazione di Mondovì

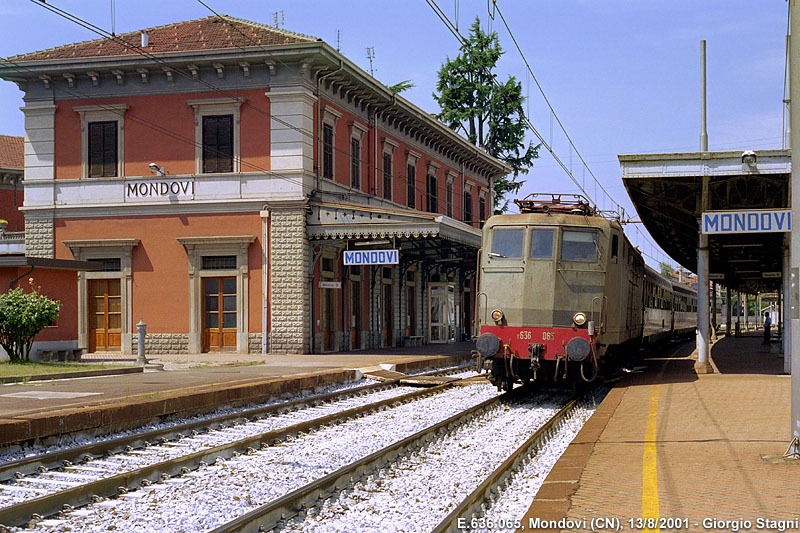
Un E.636 in sosta nella stazione nel 2001

La stazione di Mondovì è una stazione ferroviaria posta sulla linea Torino-Savona, a servizio dell'omonima città. È anche detta Mondovì Altipiano, per distinguerla dalla stazione di Mondovì Breo (chiusa nel 1986). Da essa si dirama la linea per Cuneo, priva di traffico dal 2012.

## Storia
La stazione di Mondovì entrò in servizio nel 1933 con l'attivazione della tratta Fossano-Ceva che abbreviava il percorso Torino-Savona, che fino ad allora percorreva la valle del Tanaro (via Bra).
La stazione fu costruita all'incrocio della nuova linea con l'esistente ferrovia Cuneo-Mondovì.
Nel 1986 avvenne la chiusura al traffico della linea per Bastia Mondovì perdendo la prima delle due diramazioni.
Per decisione della Regione Piemonte, a partire dal 17 giugno 2012, è stato sospeso il servizio anche sulla linea Cuneo-Mondovi perdendo così la sua funzione di stazione di diramazione. Da allora infatti l'unico traffico è presentato dai servizi percorrenti la Torino-Savona.

## Strutture e impianti
Il fabbricato viaggiatori si caratterizza per la sua forma biforcuta, dal momento che la stazione era comune alle tre linee Cuneo-Mondovì, Mondovì-Bastia Mondovì e Torino-Savona. Attualmente lo scalo è interessato da un intervento di ristrutturazione del fabbricato, dei marciapiedi e del sottopassaggio.
Il piazzale è composto da cinque binari di circolazione: i primi due binari appartenevano alla linea Mondovì-Bastia Mondovì; ad oggi il primo, utilizzato per le precedenze, risulta in disuso mentre il secondo è tronco.
Il terzo e il quarto sono invece i binari di corsa della linea Torino-Fossano-Savona; Infine il quinto binario è usato per le precedenze.
La stazione dispone di altri due binari secondari e di uno scalo merci.